# Politika
 Ovo je glavno značenje pojma Politika. Za druga značenja pogledajte Politika (razdvojba).
Politika (iz starogrčkog Πολιτικά, romanizirano politiká, 'poslovi vezani uz polis') kolektivna je djelatnost usmjerena na donošenje odluke o rješenju problema i izvršenju te odluke koja je obvezna za sve članove zajednice. Riječ politika potječe iz više grčkih riječi: polis ('grad-država'); politeikos ('državni, javni') te politeia ('država, politički režim').
S obzirom na sadržaj, obuhvat i stupanj organiziranosti razlikuje se opća i posebna politika. Opća politika uključuje lokalnu, državnu i međunarodnu politiku, a posebna politika može biti društvena, gospodarska, zdravstvena, kulturna, prosvjetna itd.
Politika pretpostavlja početnu raznovrsnost stajališta pa je pomirenje razlika među uključenim stranama također jedan od njenih ciljeva. To se postiže predlaganjem rješenja koje se smatra racionalnim i ispravnim. Druge članove zajednice potrebno je pridobiti za tu opciju, a to se postiže raspravom i uvjeravanjem. Stoga je komunikacija iznimno bitna za politiku, a sadrži i borbu za poborništvo.
Donesena odluka, iako teži zajedničkom dobru, može zadirati u suprotne interese nekih pripadnika stanovite skupine, a to otvara mogućnost da je oni ne slijede. U tom slučaju uporaba fizičke sile može jamčiti da će odluku poslušati i oni kojima ne odgovara. Takva uporaba sile politička je samo ako je većina pripadnika smatra opravdanom i svrhovitom za dobrobit skupine. Radikalna suprotnost nasilnom rješavanju jest dogovor pripadnika skupine, konsenzus. Nedostatci su takva načina: dugotrajnost procedure, pogotovo u velikim zajednicama, i ponovna primjena sile nad onima koji ne prihvate konsenzus.
Tipična su ishodišta politike društveni sukobi, ograničenost resursa, planiranje budućnosti, odnosi s drugim zajednicama i dr.
Politologija je znanost o politici koja proučava obilježja, organizaciju i funkcioniranje vlasti i vlada kao političkog fenomena, politički ustroj društva i društvenih organizacija te prirodu i funkcioniranje različitih političkih sustava i institucija. Utemeljiteljem novovjekovne politologije smatra se Niccolò Machiavelli.